# Markus Feldmann
Markus Feldmann (Thun, 21 de mayo de 1897 – Berna, 3 de noviembre de 1958) fue un político suizo, miembro del Partido de los Agricultores, Comerciantes e Independientes (BGB/PAI), que actualmente es la Unión Democrática de Centro (SVP/UDC).
Fue elegido miembro del Consejo Federal el 13 de diciembre de 1951 y murió en el cargo el 3 de noviembre de 1958. Durante su mandato estuvo a cargo del Departamento de Justicia y Policía. Fue Presidente de la Confederación en 1956.

## Biografía
Feldmann nació en el seno de una familia conservadora de confesión protestante. Asistió al Gymnasium Libre de Berna, de orientación pietista, y luego estudió Derecho en la Universidad de Berna, donde se doctoró en 1924.
Estuvo implicado en política desde su juventud. De 1922 a 1928 fue redactor jefe del Neue Berner Zeitung, órgano del Partido de los Agricultores, Comerciantes e Independientes (BGB/PAI), precursor de la actual Unión Democrática de Centro (SVP/UDC). De 1928 a 1945 fue redactor jefe del Neue Berner Zeitung. De 1933 a 1935 presidió la Asociación Suiza de la Prensa.
Entre 1935 y 1945, y entre 1947 y 1951, fue miembro del Consejo Nacional. Además, entre 1945 y 1951 formó parte del Consejo Ejecutivo del Cantón de Berna, que presidió entre el 1 de junio de 1947 y el 31 de mayo de 1948. En 1950, con el telón de fondo de la Guerra Fría, estalló un intenso conflicto entre Feldmann y un grupo de pastores, liderado por el teólogo Karl Barth, en torno a la actitud de la Iglesia ante el comunismo, las relaciones Iglesia-Estado y otras cuestiones de ética política.
Aunque Feldmann provenía de una familia germanófila, ello no le impidió adoptar una postura firme contra el nacionalsocialismo de Hitler durante la Segunda Guerra Mundial. También manifestó su oposición a las tentativas alemanas de amordazar a la prensa suiza.
El 13 de diciembre de 1951 fue elegido miembro del Consejo Federal como sucesor de Eduard von Steiger. Formó parte del Consejo Federal hasta su muerte, ocurrida el 3 de noviembre de 1958. Durante su mandato dirigió el Departamento de Justicia y Policía.
Fue Vicepresidente de la Confederación en 1955 y Presidente en 1956.
Tuvo un papel decisivo en los trabajos de revisión de un nuevo artículo constitucional sobre la prensa, en la ley de tráfico y también en el proyecto de introducir el sufragio femenino a nivel federal. A raíz de la afluencia de refugiados húngaros tras los acontecimientos de 1956, abogó por la revisión de la legislación suiza sobre refugiados.